# Fahrt (Bergbau)

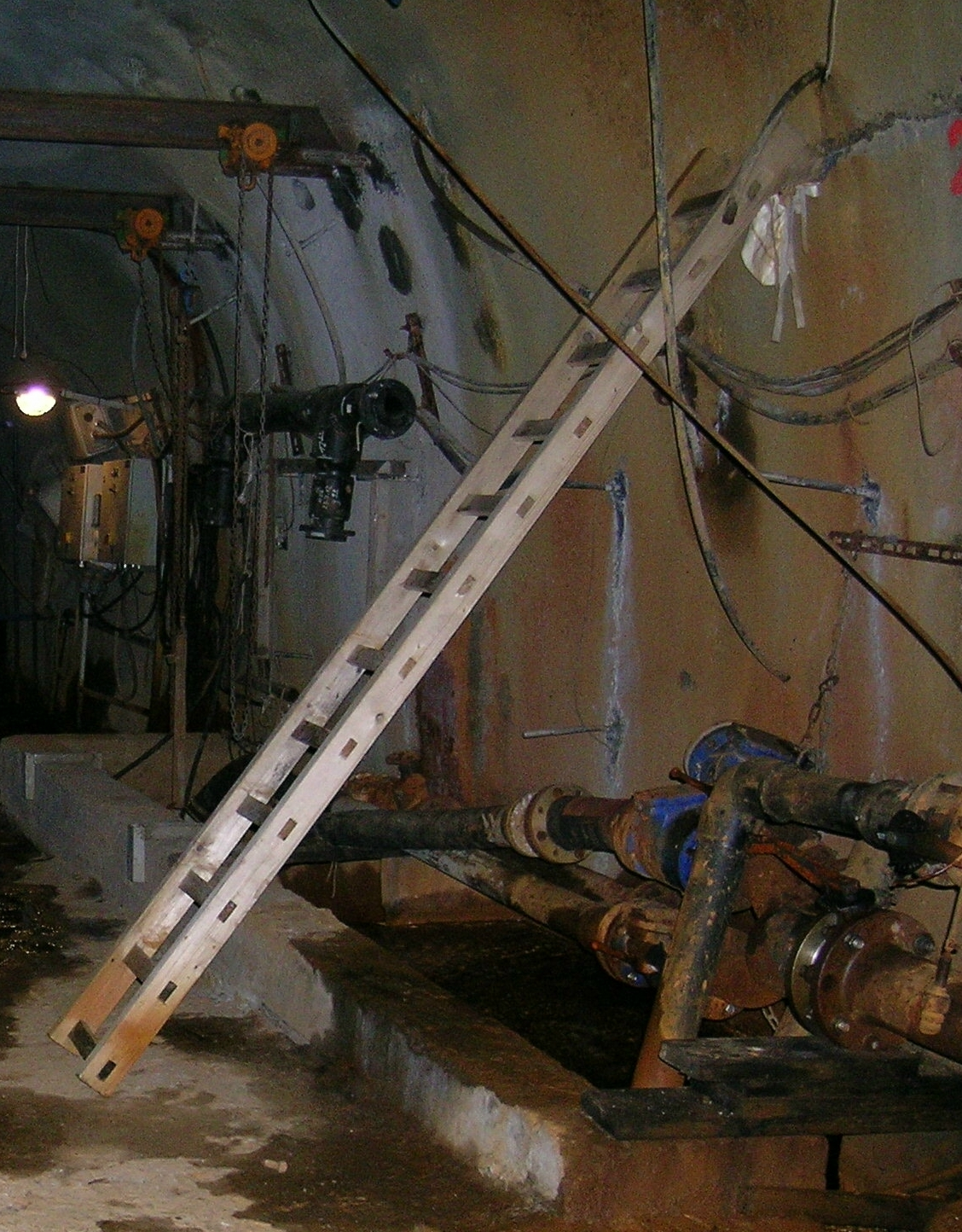
Typische hölzerne Fahrt in einem Bergwerk

Als Fahrt bezeichnet der Bergmann alle unter Tage eingesetzten Leitern. Er entstammt der Bergmannssprache und geht auf das Verb fahren (ahd. faran) zurück, das in seiner ursprünglichen Bedeutung jede Art der Fortbewegung bezeichnete. Landschaftlich ist auch die Bezeichnung Fahrte gebräuchlich.

„Fahrten, sind starke Leitern, mit breiten Sprossen, welche in und außer der Grube gebrauchet werden, darauf auf- und abzufahren. Eine ganze Fahrt ist 12. Ellen (6,87 m) lang, hat 24. Sprossen, eine halbe ist 6. Ellen lang, und hat 12. Sprossen. lateinisch Scalae minerariae. Machina scansoria. Agricola französisch les echelles des puits. Gradins“

 Fahrten dienten auch als Vertikallängenmaß.

## Geschichte

### Steigbaum

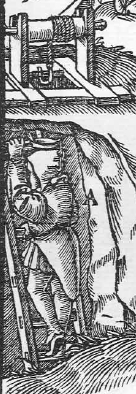
A: Ein Bergmann, der auf der Fahrt einfährt

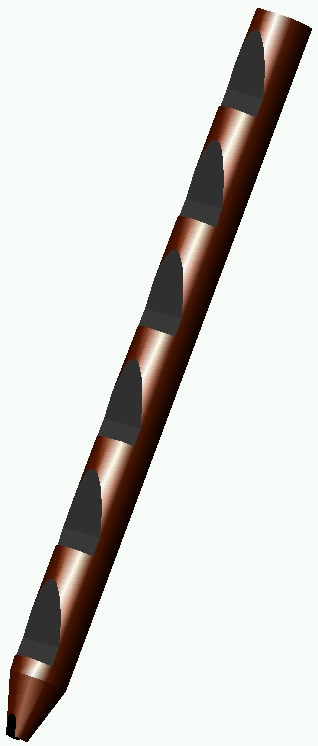
Steigbaum, schematisch

Der Vorläufer der Fahrt war der Steigbaum (Einbaum), der teilweise sogar noch bis ins 20. Jahrhundert verwendet wurde. Steigbäume werden als besonders unempfindlich gegenüber Sprengeinwirkungen bezeichnet und darum für die Verwendung in Abbauen und Schachtteufen empfohlen. Steigbäume wurden bereits in den Feuersteinbergwerken der Steinzeit verwendet.

### Steigbrett

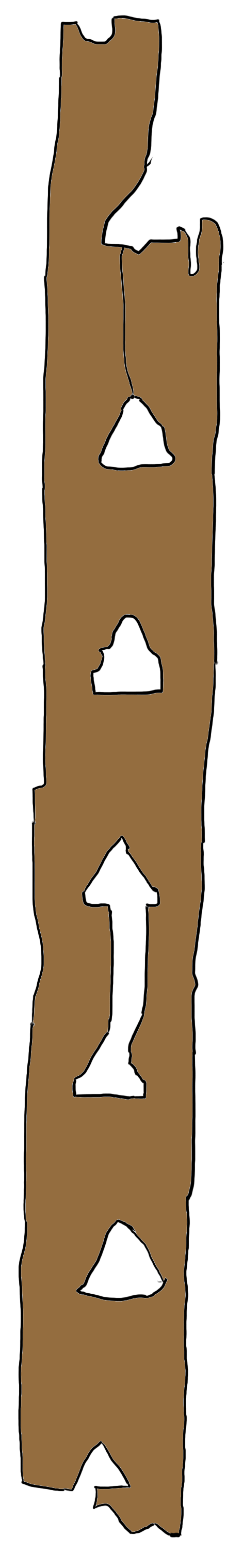
Steigbrett von 1475

Vereinzelt wurden im Mittelalter auch Steigbretter eingesetzt, das im Vergleich zum Steigbaum geringere Gewicht ermöglichte einen leichteren Transport. Ein Steigbrett besteht aus einem wenige Meter langen Holzbrett mit Aussparungen für das Setzen der Füße.

### Fahrten
Fahrten selbst sind mindestens seit dem Mittelalter bekannt, Georgius Agricola spricht in seinem Hauptwerk De re metallica libri XII davon, dass „der Sohn Gottes … die rechte Fahrt“ [ist], und setzt die Kenntnis des Begriffes voraus.

## Aufbau
Fahrten werden als „starke Leitern“ beschrieben, die aus den beiden Fahrtschenkeln und den Sprossen bestehen. Treptow schreibt, dass die Fahrtschenkel aus halben Stangen, also Halbrundhölzern gefertigt werden und man zu den Sprossen zweckmäßigerweise Hartholz verwendet. Moderne hölzerne Fahrten sind demgegenüber vollständig aus Nadelhölzern gefertigt und die Fahrtschenkel weisen meist ein Rechteckprofil auf. Auch die Abbildung des fahrenden Bergmannes aus Agricola zeigt Fahrtschenkel mit rechteckigem Querschnitt.
Neben hölzernen Fahrten werden im Bergbau, vor allem in Schächten, auch eiserne Fahrten eingesetzt sowie zunehmend Aluminiumleitern bei nicht ortsfestem Gebrauch. Diese weichen im Aufbau nicht von über Tage üblichen Leiterkonstruktionen ab.

## Einsatz
Fahrten werden im Bergbau zum Überwinden von Höhenunterschieden eingesetzt. Am häufigsten werden sie in Schächte und Überhauen eingebaut, damit die Bergleute auf ihnen ein- und ausfahren können. Bis zur flächendeckenden Einführung der Seilfahrt etwa ab dem Ende des 19. Jahrhunderts war dies die Hauptverwendung der Fahrten; heute dienen die Schachtfahrten nur noch als Fluchtweg im Notfall oder sind, wenn mehrere unabhängig voneinander funktionierende Seilfahrtseinrichtungen existieren, besonders bei sehr tiefen Schächten, nicht vorhanden. Das Segment der Schachtscheibe, in dem sich die Fahrten befinden, nennt man Fahrtrum.
In tonnlägigen Schächten werden die Fahrten auf die liegenden Einstriche genagelt und folgen zwangsläufig dem Einfallen des Schachtes.
In seigeren Schächten wurden die Fahrten früher ebenfalls seiger am Schachtausbau befestigt, d. h. senkrecht übereinander. Dies ist für die Bergleute sehr anstrengend und wird daher nur noch in Ausnahmefällen und bei sehr kurzen Schächten angewendet. Der Regelfall ist heute der Einbau in einem Winkel von etwa 75° zur Waagrechten und eine Ruhebühne alle 4 oder 5 Fahrten.

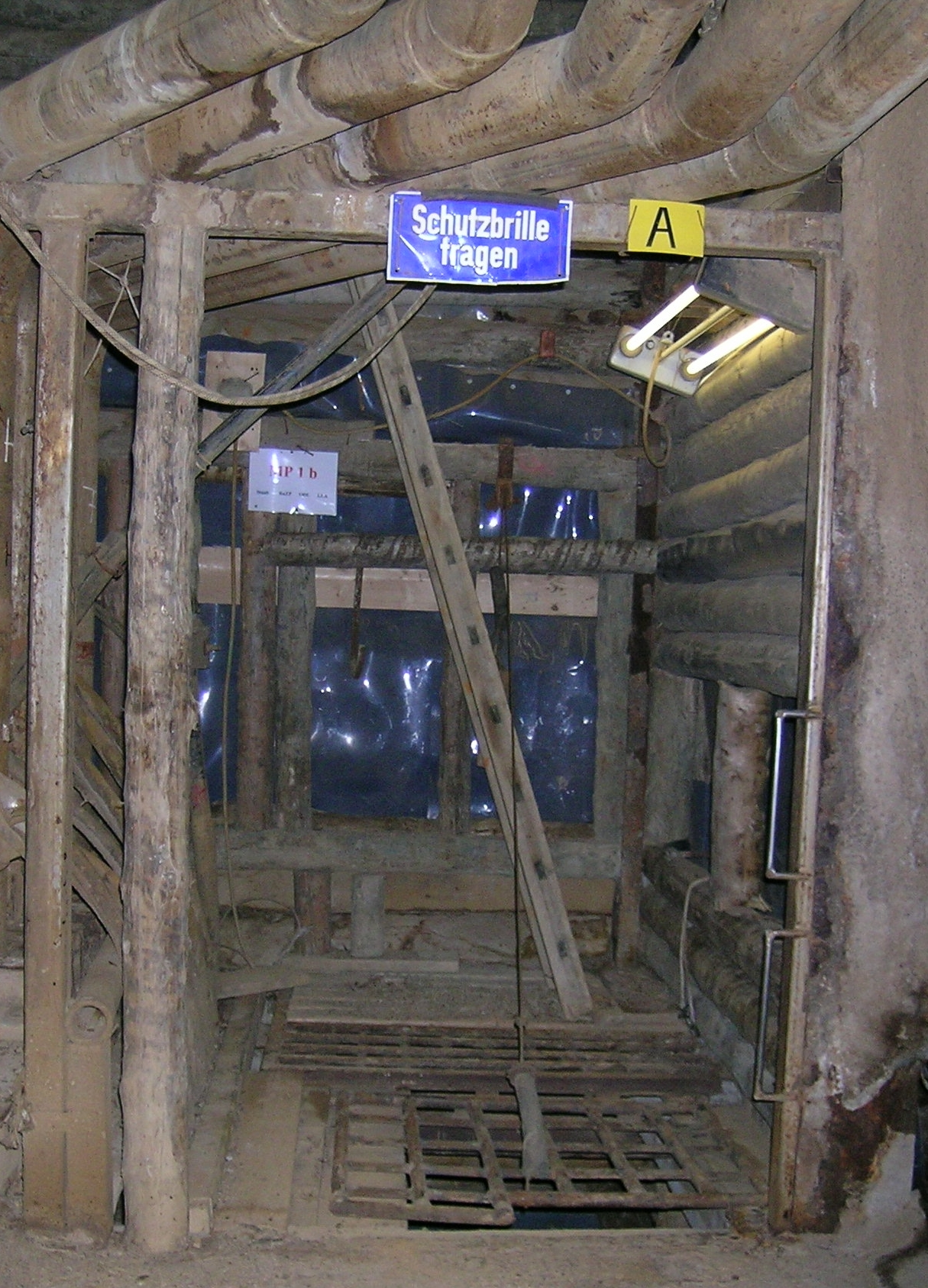
Fahrt in einem seigeren Überhauen
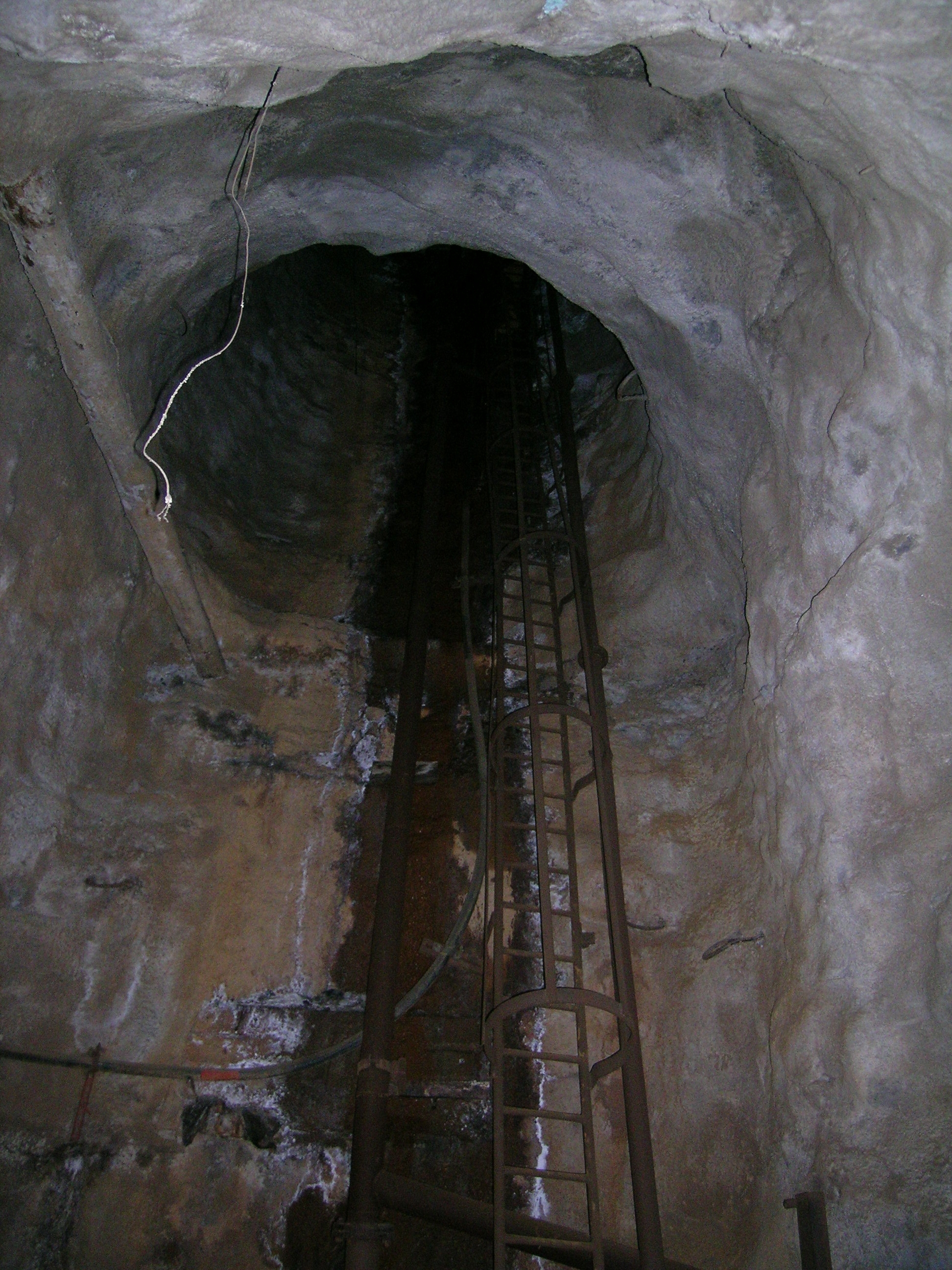
Eiserne Fahrt in einem steileinfallenden Überhauen
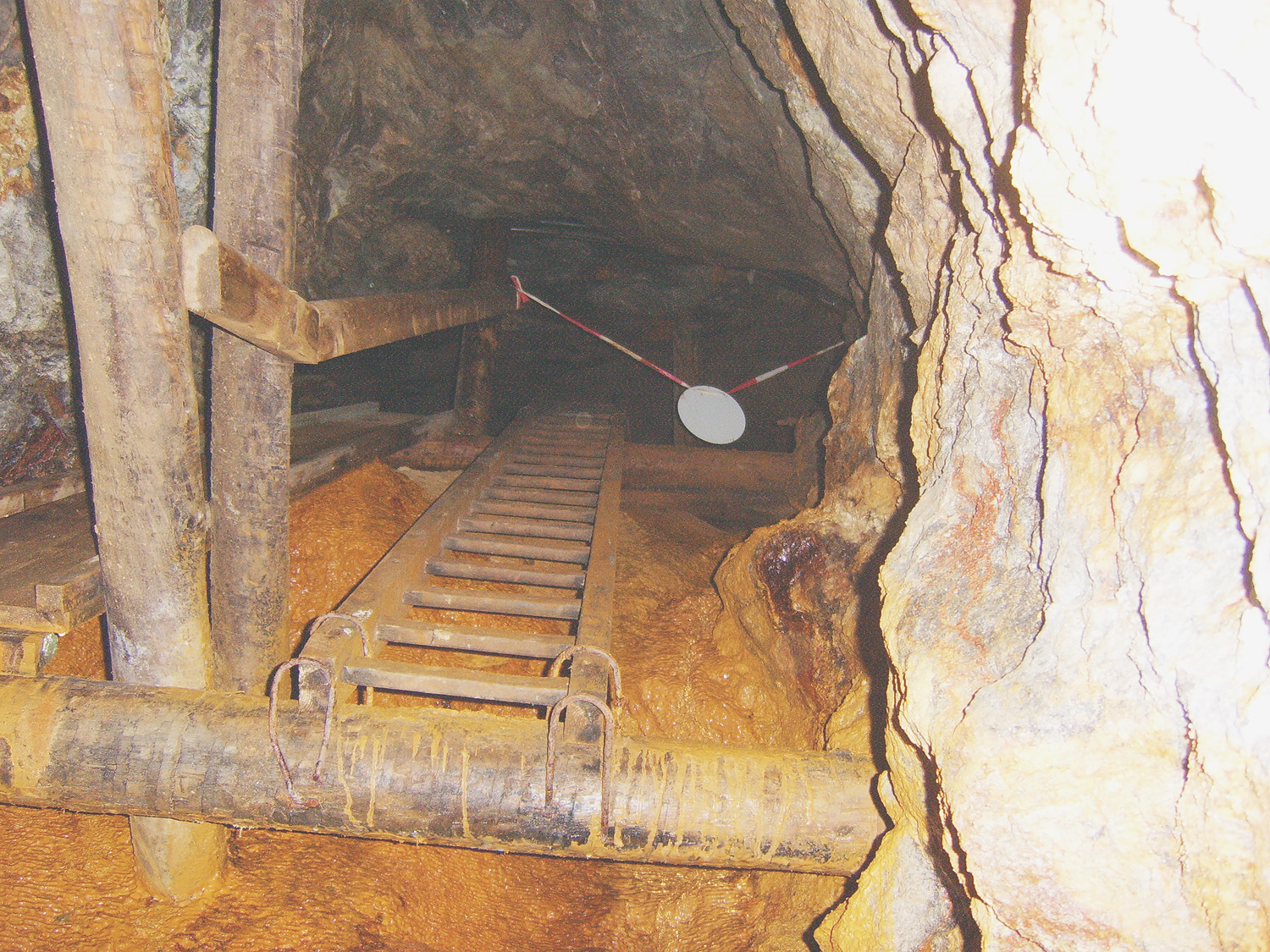
Fahrüberhauen in der Reichen Zeche
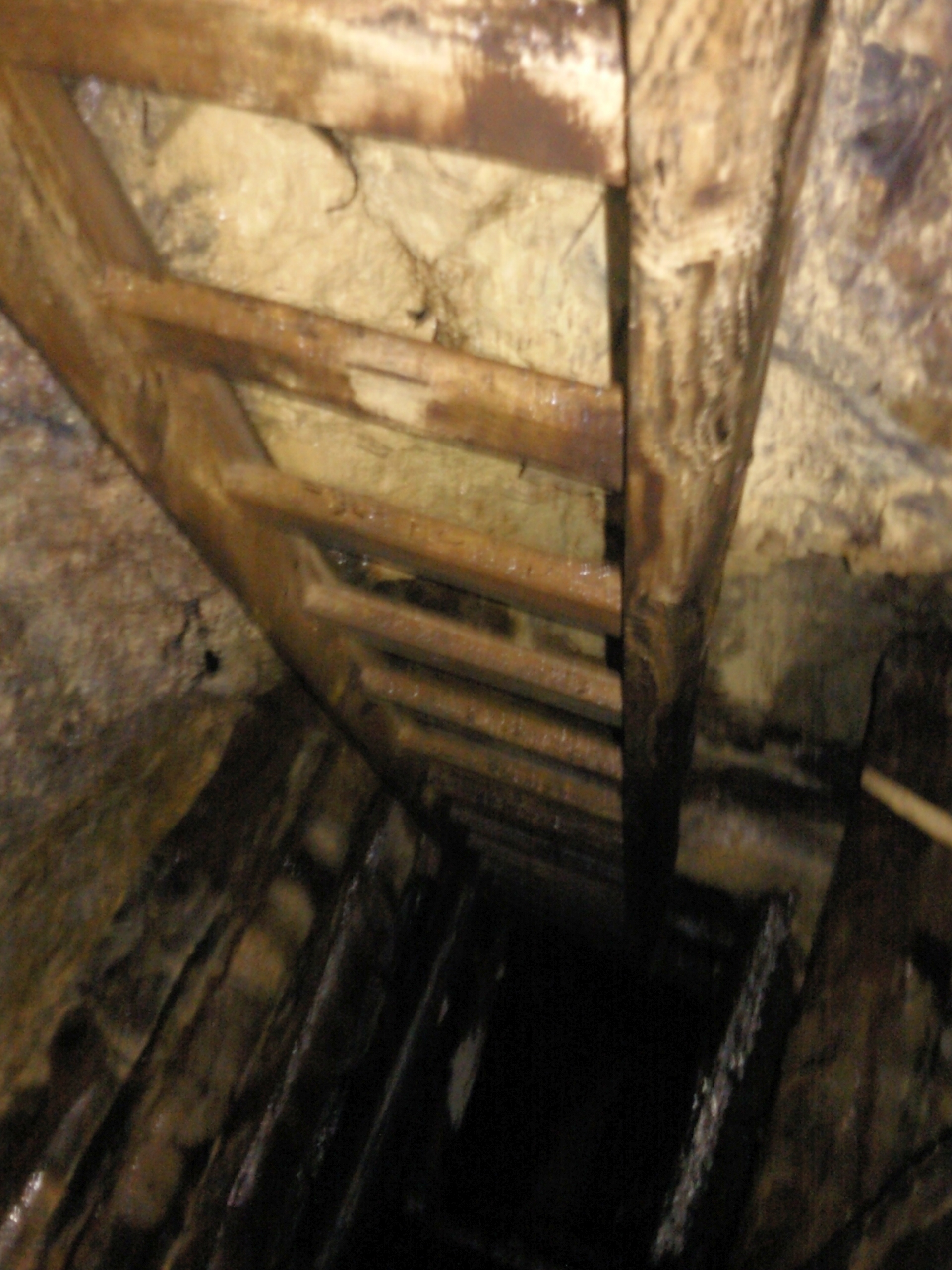
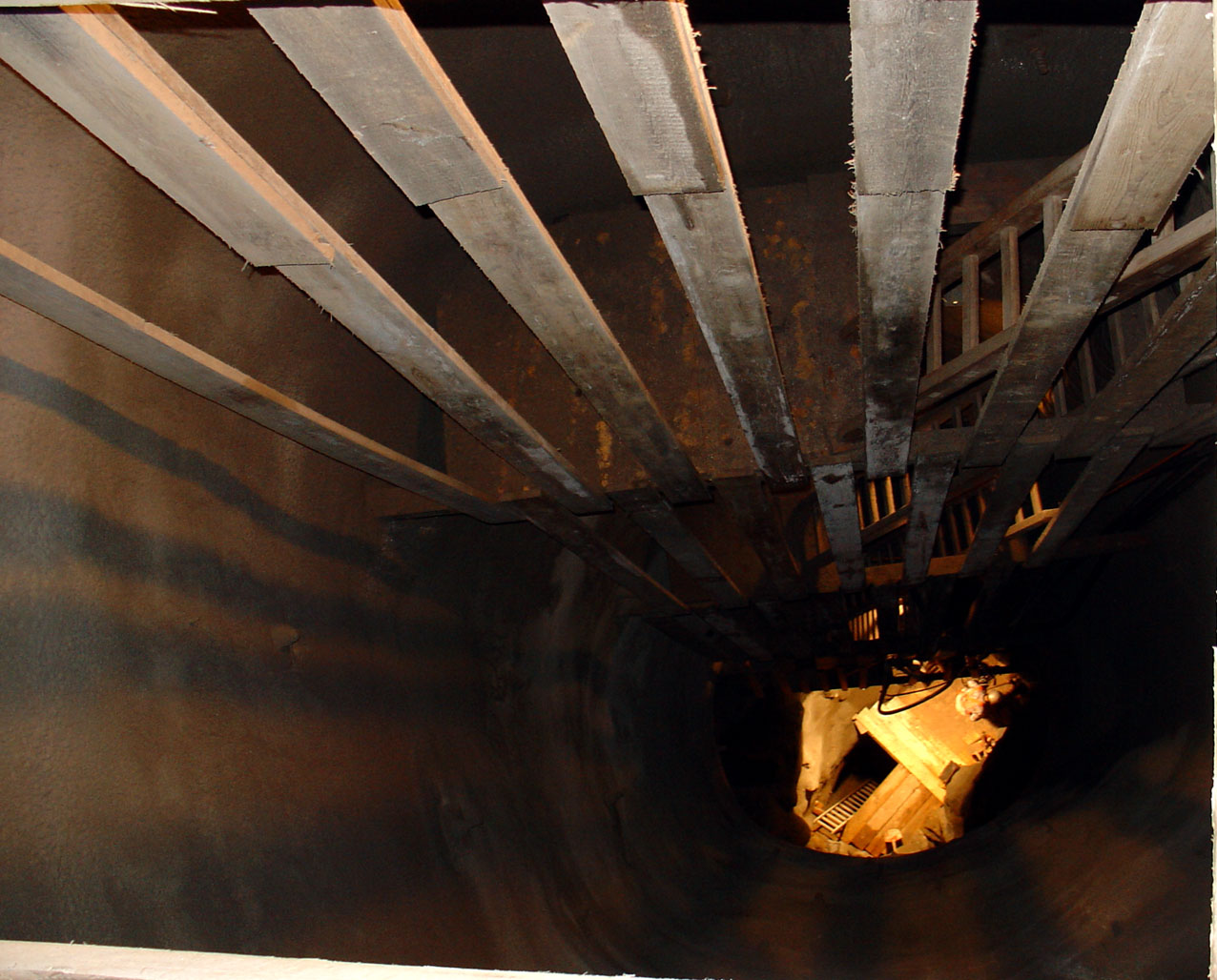
Fahrten mit Umsteigebühnen in einem Schacht im Erzgebirge